# ISO 3166-2:AW
ISO 3166-2:AW è il sottogruppo dello standard ISO 3166-2 riservato ad Aruba, nazione costitutiva del Regno dei Paesi Bassi.

Lo standard ISO 3166-2, seconda parte dello standard ISO 3166, pubblicato dalla Organizzazione internazionale per la normazione (ISO), è stato creato per codificare i nomi delle suddivisioni territoriali delle nazioni e delle aree dipendenti codificate nello standard ISO 3166-1.
Attualmente, nello standard ISO 3166-2 non è stato definito nessun codice per Aruba, il cui territorio non ha suddivisioni definite.
Il codice ISO 3166-1 alpha-2 ufficialmente assegnato ad Aruba è AW. Inoltre gli è stato assegnato il codice ISO 3166-2 NL-AW all'interno del sottogruppo dei Paesi Bassi.

## Modifiche
Le seguenti modifiche al sottogruppo sono state annunciate nella newsletter ISO 3166/MA dopo la prima pubblicazione dello standard ISO 3166-2 nel 1998:
| Newsletter      | Data                             | Descrizione della modifica nella newsletter                 |
| --------------- | -------------------------------- | ----------------------------------------------------------- |
| Newsletter II-3 | 2011-12-13 (corretto 2011-12-15) | Aggiunta del codice per uniformare ISO 3166-1 e ISO 3166-2. |